# أوبري آدامز
أوبري آدامز (بالإنجليزية: Aubrey Adams)‏ هو عازف جاز جامايكي، ولد في 17 يونيو 1920، وتوفي في 6 أغسطس 1990 في جامعة الهند الغربية في ترينيداد وتوباغو.